# Maalbeek (Brussel)
De Maalbeek (in het Frans: Maelbeek) is een beek in het Brussels Hoofdstedelijk Gewest, die vanuit de abdij Ter Kameren in Elsene, via Etterbeek, Brussel (oostelijke uitbreiding) en Sint-Joost-ten-Node, in Schaarbeek in de Zenne stroomt. Samen met de Zenne werd ook de Maalbeek grotendeels overwelfd in 1872. In die tijd waren er nog 58 vijvers langs de Maalbeek. Vandaag zijn dat er nog slechts zes: de vijver van de abdij Ter Kameren, twee in Elsene, de vijver van het Leopoldpark, aan het Marie-Louiseplein en die van het Josaphatpark. Tussen Elsene en Etterbeek sneed de beek zich diep in, waardoor een relatief groot hoogteverschil met de omgeving ontstond. Om deze reden werd bij de aanleg van de Kroonlaan een brug met een hoogte van 20 meter gebouwd: de Gray-Kroonbrug. Ook spoorlijn 161 kruist er de Maalbeekvallei door middel van een relatief hoge brug.
Plaatsen zoals het Brusselse metrostation Maalbeek, de Maalbeeklaan en het Maalbeekdalhof zijn naar deze beek genoemd.
Een bijbeek van de Maalbeek is de Broebelaar.